# 黑龙江省人民代表大会常务委员会
黑龙江省人民代表大会常务委员会（简称黑龙江省人大常委会）是黑龙江省人民代表大会的常设机关，对黑龙江省人民代表大会负责并报告工作。

## 历史沿革
中华人民共和国1954年宪法及地方组织法并未规定设置省级人大的常务机关。
1979年7月，第五届全国人民代表大会第二次会议通过《关于修正中华人民共和国宪法若干规定的决议》，其中规定：“县和县以上地方各级人民代表大会设立常务委员会，它是本级人民代表大会的常设机关”。1979年12月，召开黑龙江省第五届人民代表大会第二次会议，选举产生常务委员会。

## 主要职责
依照宪法和地方组织法的规定，黑龙江省人大常委会主要行使下列职权：
1. 根据本行政区域的具体情况和实际需要，在不同宪法、法律、行政法规相抵触的前提下，制定地方性法规。
2. 向本级人民代表大会提出属于本级人民代表大会职权范围内的议案。
3. 在本行政区域内保证宪法、法律、行政法规和全国人大及其常委会决议的遵守和执行。
4. 领导或主持本级人大代表的选举。
5. 召集本级人代会会议。
6. 讨论、决定本行政区域内政治、经济、教育、科学、文化、卫生、环境和资源保护、民政、民族等工作的重大事项。
7. 根据省人民政府建议，决定对本行政区域内国民经济和社会发展计划、预算的部分变更。
8. 监督本级人民政府、人民法院和人民检察院工作，联系本级人大代表，受理人民群众对上述国家机关及其工作人员的申诉和意见。
9. 撤销下一级人代会及其常委会不适当的决议。
10. 撤销本级人民政府不适当的决定和命令。
11. 在本级人代会闭会期间，决定副省长的个别任免，在省长、人民法院院长、人民检察院检察长因故不能担任职务的时候，从本级人民政府、人民法院、人民检察院副职领导人员中决定代理人选。
12. 根据省长提名，决定本级人民政府秘书长、厅长、局长、委员会主任的任免。
13. 根据省监察委员会主任提请，任免省监察委员会副主任、委员。
14. 依法任免人民法院除院长以外的法职人员，任免人民检察院除检察长以外的法职人员，批准任免下一级人民检察院检察长，根据主任会议提名，决定省内按地区设立的和在直辖市内设立的中级人民法院院长的任免，根据省人民检察院检察长提名，决定检察院分院检察长的任免。
15. 在本级人代会闭会期间，决定撤销个别副省长的职务，决定撤销由它任命的本级人民政府其他组成人员和人民法院法职人员，人民检察院法职人员，中级人民法院院长、人民检察院分院检察长的职务。
16. 在本级人代会闭会期间，补选上一级人民代表大会出缺的代表和罢免个别代表。
17. 决定授予地方荣誉称号。

## 机构设置
- 办公厅
- 研究室
- 法制工作委员会
- 预算工作委员会

## 历届组成人员

### 第五届
- 任期：1979年12月－1983年4月
- 主任：赵德尊
- 副主任：倪伟、张瑞麟、刘潜、刘恢先、王丕年、王肇治、吴诚、孙子源、杜国平（1981年3月辞任）、柏青、鲁光（1982年2月补选）
- 秘书长：赵振华

### 第六届
- 任期：1983年4月－1988年1月
- 主任：赵德尊（1985年5月辞任） → 李剑白（1985年5月补选）
- 副主任：陈元直、鲁光、王操犁、卫之民、张瑞麟（1985年5月辞任）、王金陵、刘恢先、王丕礼、王肇治、王军、赵振华（1985年5月补选）、张若先（1985年5月补选）、何首伦（1987年3月补选）
- 秘书长：赵振华 → 张若先（1985年5月任，1986年12月辞任） → 曲绍文（1987年3月补选）

### 第七届
- 任期：1988年1月－1993年1月
- 主任：孙维本
- 副主任：王军、王玉生、王肇治、杜殿武、何首伦、张若先、赵清景、嵇华、陈烈民（1989年3月补选）、安振东（1990年3月补选）、戚贵元（1990年3月补选）、曲绍文（1991年3月补选）、李根深（1992年3月补选）
- 秘书长：曲绍文

### 第八届
- 任期：1993年1月－1998年1月
- 主任：孙维本
- 副主任：李根深（1996年2月辞任）、安振东、戚贵元（1996年2月辞任）、谢勇、杜显忠、朱典明、赵吉成、刘汉武、孟庆祥（1996年2月补选）、赵林茂（1996年2月补选）
- 秘书长：刘桐年

### 第九届
- 任期：1998年1月－2003年1月
- 主任：王建功（1998年11月逝世） → 徐有芳（1999年2月补选）
- 副主任：单荣范、孙魁文、安振东（2000年2月辞任）、王人生、孟庆祥、朱典明（2000年2月辞任）、赵吉成、赵林茂、于万岭（2000年2月补选）、沈根荣（2000年2月补选）、李希明（2000年2月补选）
- 秘书长：苑宝山（2001年2月辞任） → 傅亚文（2001年2月补选）

### 第十届
- 任期：2003年1月－2008年1月
- 主任：徐有芳（2003年4月辞任） → 宋法棠（2003年4月补选，2006年1月辞任） → 钱运录（2006年2月补选）
- 副主任：马淑洁、王宗璋、李希明、沈根荣、范广举（2004年10月辞任）、赵林茂（2006年4月辞任）、董浩、滕昭祥、张成义（2005年1月补选）、刘东辉（2007年1月补选）
- 秘书长：傅亚文

### 第十一届
- 任期：2008年1月－2013年1月
- 主任：钱运录[3]（2008年4月调离） → 吉炳轩（2008年5月补选）
- 副主任：刘东辉、王东华、申立国、刘海生、陈述涛、符凤春
- 秘书长：傅亚文（2011年1月辞任） → 胡世英（2011年1月当选）

### 第十二届
- 任期：2013年1月－2018年1月
- 主任：吉炳轩（2013年3月调离[4]） → 王宪魁（2013年6月5日当选[5]，2017年6月22日辞任[6]） → 张庆伟（2017年6月29日当选[7]）
- 副主任：盖如垠（2015年12月免职）、陈述涛（2017年1月7日辞任[8]）、符凤春、隋凤富（2015年2月免职）、赵敏（2016年1月31日当选）、孙永波（2017年1月当选）、胡世英、庞义华、朱清文（2015年1月30日当选）
- 秘书长：胡世英（2015年6月19日辞任[9]） → 于柏青（2016年1月31日当选）

### 第十三届
- 任期：2018年1月－2023年1月
- 主任：张庆伟（2022年1月辞任） → 许勤（2022年1月补选）
- 副主任：胡亚枫（2022年1月辞任）、宋希斌（2022年2月免职）、李显刚、孙珅（2022年5月辞任）、谷振春、范宏、王永康（2022年1月当选）、王兆力（2022年1月当选）、贾玉梅（2022年1月当选）
- 秘书长：于柏青（2021年2月2日辞任[10]） → 宋宏伟（2021年2月22日当选[11]）

### 第十四届
- 任期：2023年1月－
- 主任：许勤
- 副主任：王永康、贾玉梅、聂云凌、李显刚（2024年3月辞任)、谷振春（2023年5月12日辞任[12]）、杨廷双、张安顺（2025年1月补选）、方传龙（2025年1月补选）
- 秘书长：杨廷双（2023年12月免兼任） → 韩嘉彬（2024年1月当选）